# Саудади-ду-Игуасу
Саудади-ду-Игуасу (порт. Saudade do Iguaçu) — муниципалитет в Бразилии, входит в штат Парана. Составная часть мезорегиона Юго-запад штата Парана. Входит в экономико-статистический микрорегион Пату-Бранку. Население составляет 4663 человека на 2006 год. Занимает площадь 152,084 км². Плотность населения — 30,7 чел./км².

## История
Город основан 19 марта 1992 года.

## Статистика
- Валовой внутренний продукт на 2003 год составляет 35 320 847,00 реалов (данные: Бразильский институт географии и статистики).
- Валовой внутренний продукт на душу населения на 2003 год составляет 7615,53 реалов (данные: Бразильский институт географии и статистики).
- Индекс развития человеческого потенциала на 2000 год составляет 0,781 (данные: Программа развития ООН).